# За све је крива свекрва
За све је крива свекрва (енгл. Monster-in-Law) америчка је романтична комедија из 2005. Режију потписује Роберт Лукетић, по сценарију Анје Кочоф, док главне улоге тумаче Џенифер Лопез и Џејн Фонда.

## Радња
Када је изгубила сваку наду да ће јој процветати руже на љубавном плану, шетачица паса Чарли упознаје савршеног мушкарца који се чини превише добар да би био истинит. Њен дечко из снова ће је након неког времена запросити. Међутим, ту почињу нови проблеми. Чарли упознаје Кевинову мајку Вајолу која је уверена да ниједна девојка није довољно добра за њеног сина, поготово Чарли и зато ће учинити све да би је отерала од сина.

## Улоге
| Глумац        | Улога           |
| ------------- | --------------- |
| Џенифер Лопез | Чарли Кантилини |
| Џејн Фонда    | Вајола Филдс    |
| Мајкл Вартан  | Кевин Филдс     |
| Ванда Сајкс   | Руби            |
| Адам Скот     | Реми            |
| Моне Мазур    | Фиона           |
| Ени Парис     | Морган          |
| Вил Арнет     | Кит             |
| Елејн Стрич   | Гертруда Филдс  |
| Стивен Данам  | Пол Чејмберлен  |